# 鈴木公司
鈴木公司（日语：スズキ株式会社，東證1部：7269）乃是總部設在日本靜岡縣濱松市的汽車、機車製造商，在日本輕型車市場中市佔率排行第一。
34°41′32.3″N 137°41′17.2″E / 34.692306°N 137.688111°E

## 沿革與簡歷

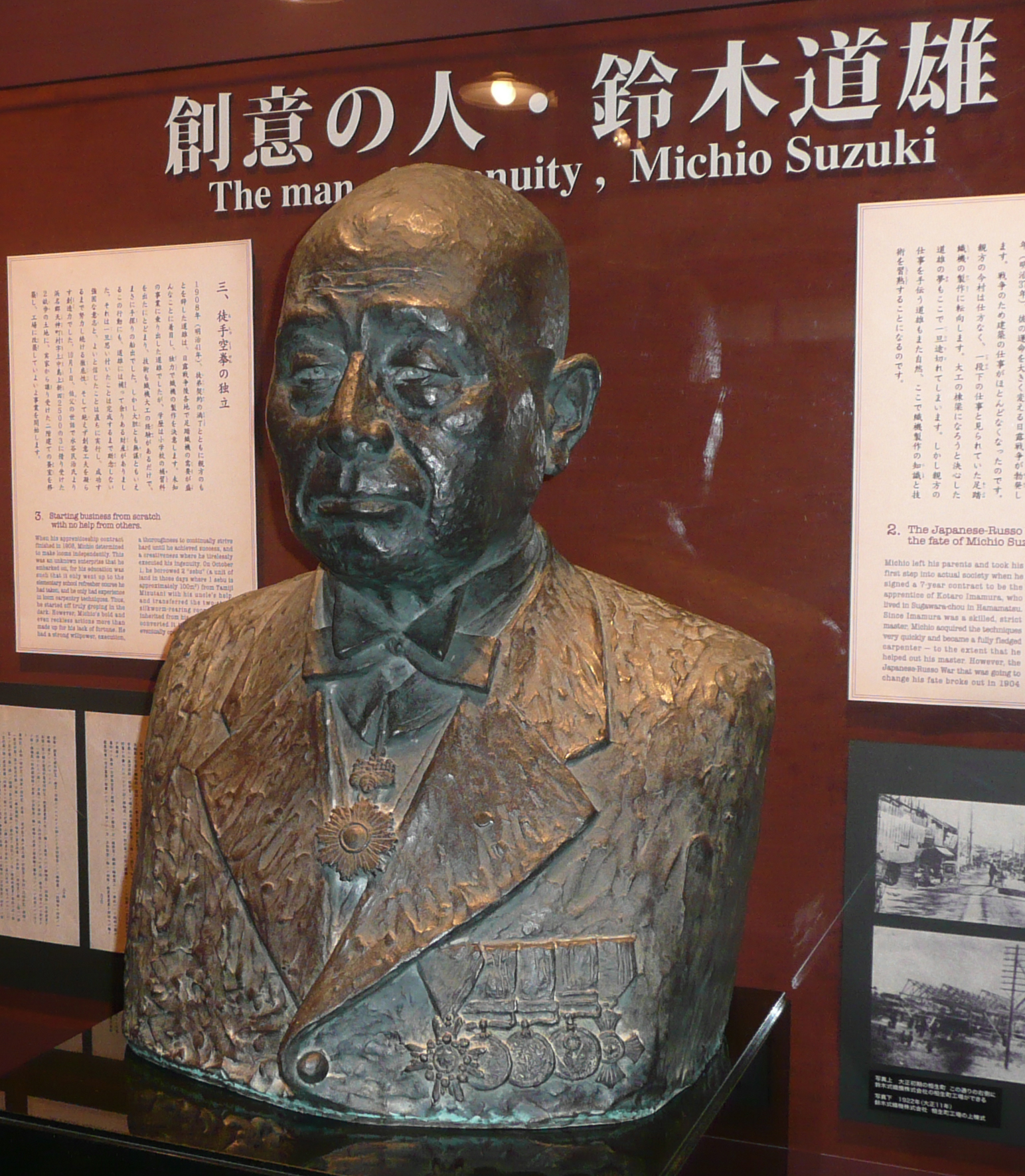
鈴木公司的創辦人鈴木道雄的銅像

在日本本土，鈴木是日本第四大的汽車製造廠，而鈴木在汽車產品陣線主要是以日本當地稱為「輕型自動車」（K-Car）等級的小型車與中小型的越野車車種著稱。在國際市場上，鈴木機車是世界第三大的機車製造廠，而鈴木汽車在印度、東南亞等新興市場國家是市佔率最大的汽車品牌，也是美國汽車巨擘通用汽車集團（GM）之前的企業合作夥伴之一，旗下有幾款小轎車與越野車，是與通用旗下品牌之一的雪佛蘭（Chevrolet）雙生共用。

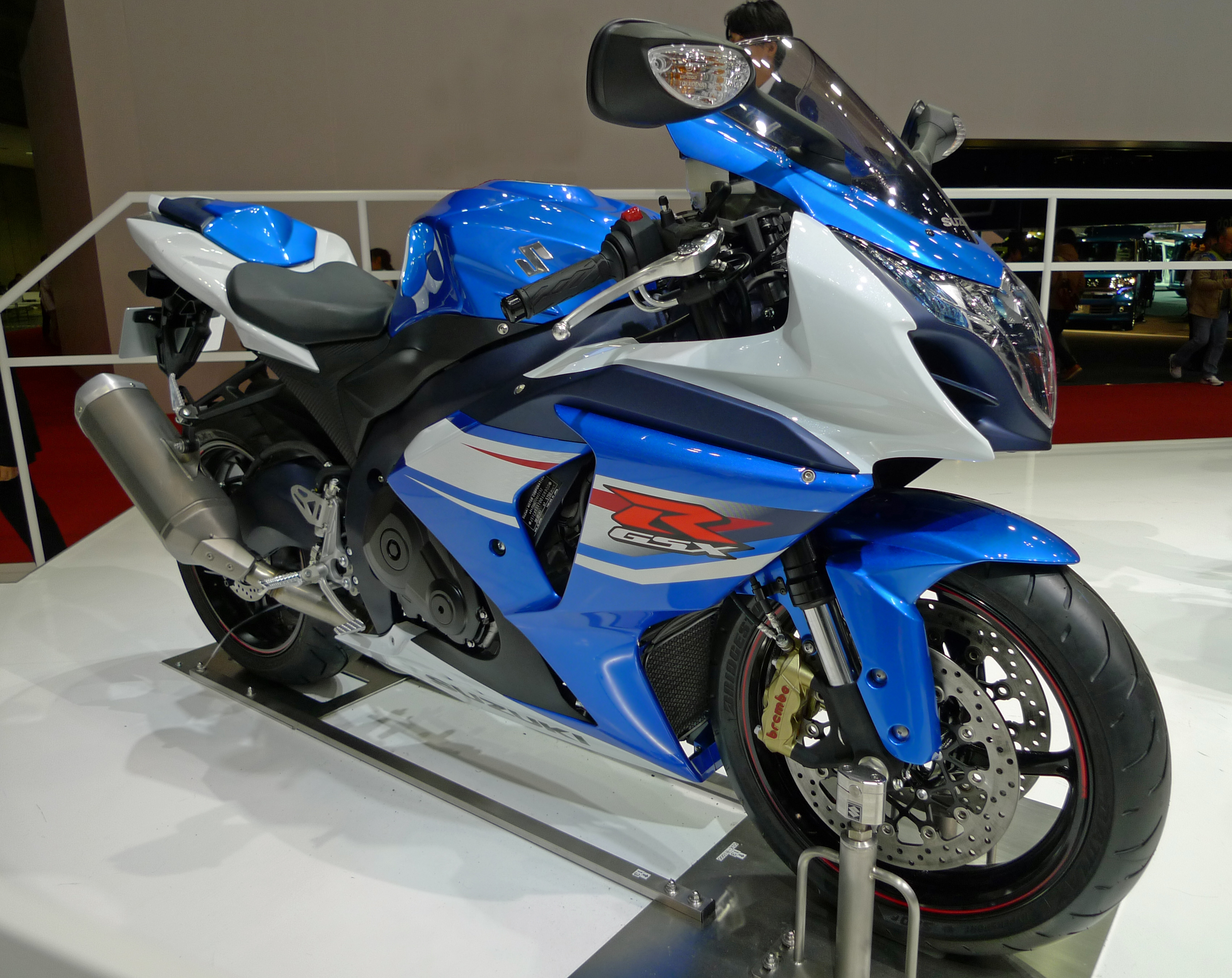
鈴木 GSX-R1000

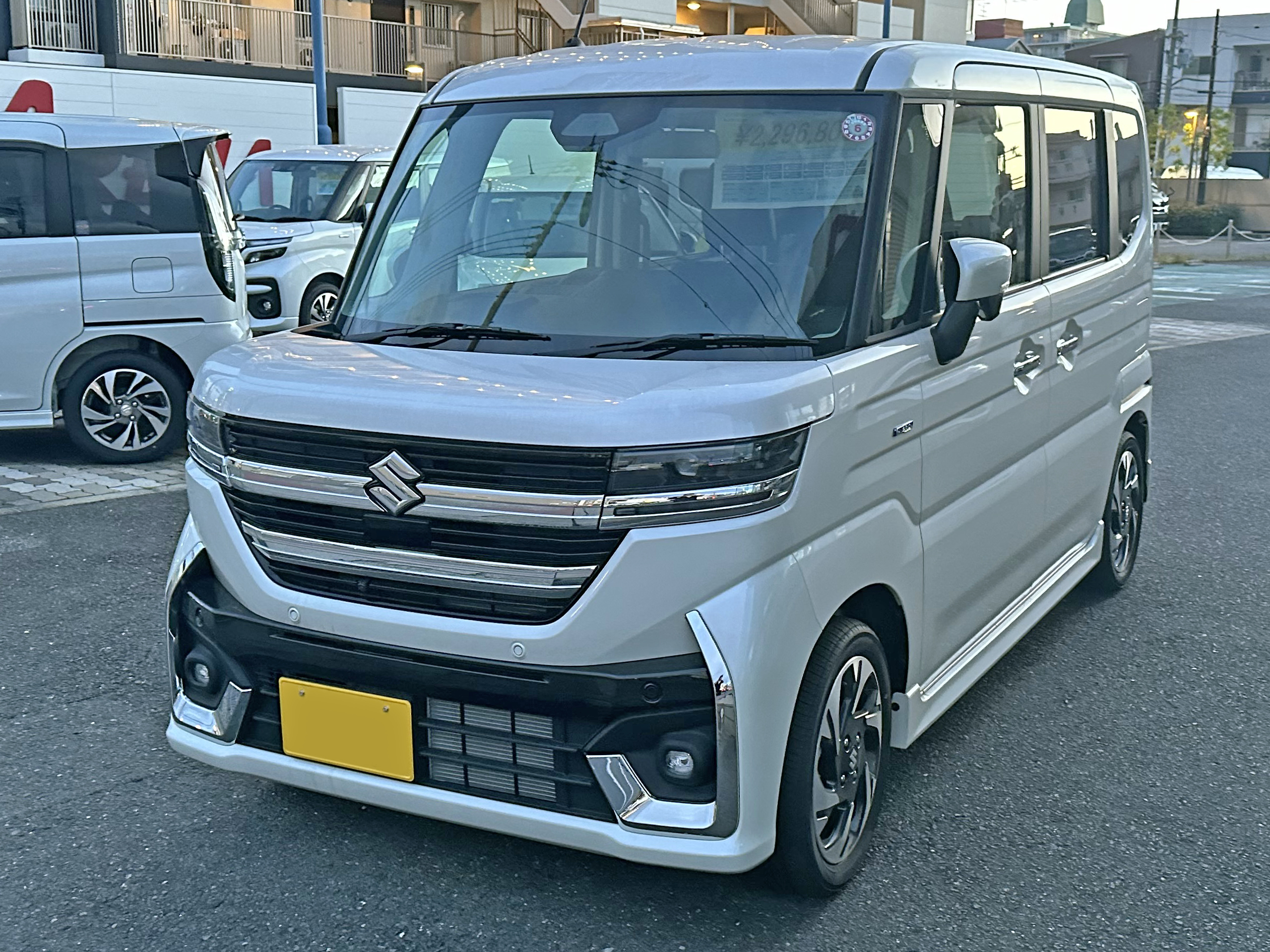
鈴木Spacia

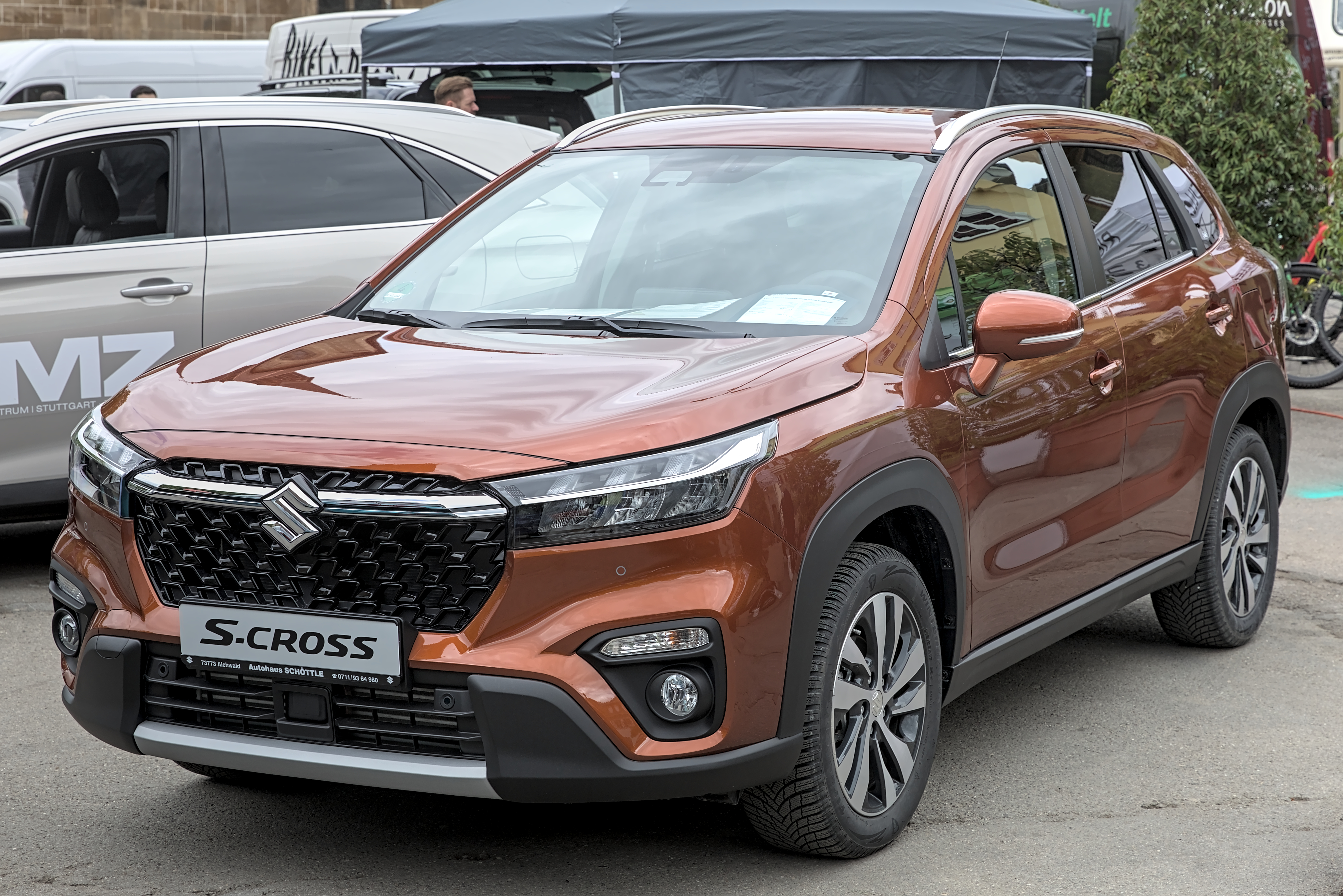
鈴木SX4

鈴木汽車投資中國市場始於1993年由重慶長安汽車股份有限公司（持股五成）、日本鈴木株式會社（占四成）、鈴木（中國）投資有限公司（占一成）三方持股，共同成立長安鈴木汽車有限公司，而後再於1995年6月，與江西昌河汽車共同出資組建昌河鈴木汽車，成為江西省第一家中外合資企業，然歷經四分之一世紀的經營，鈴木終於在2018年6月宣布將全面退出中國市場。
2018年9月5日長安汽車與鈴木 (公司)及鈴木(中國)投資有限公司達成協議，以作價1元人民幣，收購鈴木 (公司)及鈴木中國分別持有的長安鈴木40%股權及10%股權，公告顯示，長安鈴木在2018年4月30日的總資產帳面價值約45.3億元（人民幣‧下同），總負債帳面值約48億元，淨資產帳面價值約為負2.7億元。
2019年8月28日豐田汽車將出資960億日圓（約合9.1億美元）購入鈴木的4.94％股份；而鈴木將斥資480億日圓（約合4.55億美元）購入豐田汽車約0.2％的股份，雙方在現有業務合作的基礎上，將推進自動駕駛等新一代技術的共同開發。

## 歷任社長
| 姓名       | 在任時間              | 備考 |
| ---------- | --------------------- | --- |
| 鈴木道雄   | 1909年10月至1957年2月 | 創設鈴木公司的前身「鈴木式織機製作所」，發明各式織布機，並投入二輪機車之研發及推出輕型四輪乘用車鈴木Suzulight，將公司更名為「鈴木汽車工業公司」。                                                                          |
| 鈴木俊三   | 1957年2月至1973年5月  | 鈴木道雄之婿養子，實際參與二輪機車開發的領導者，起初雖反對開發四輪乘用車，但仍繼續完成岳父道雄的汽車生產計劃。 |
| 鈴木實治郎 | 1973年5月至1978年6月  | 俊三之連襟，亦為道雄之婿養子。除了將汽機車業務拓展至全球、進入醫療福祉設備而推出電動輪椅，並率領鈴木車隊重返世界摩托車錦標賽，直到1978年6月因病辭去社長一職。                                                              |
| 鈴木修     | 1978年6月至2000年6月  | 鈴木俊三之婿養子。推出鈴木Alto、鈴木Wagon R等車款，奪下日本車壇輕型車霸主。赴匈牙利創設馬札爾鈴木公司，赴印度投資成立馬魯蒂·烏德酉葛公司（馬魯蒂鈴木公司前身），與美國汽車巨擘通用汽車合作，將公司名稱更名為「鈴木公司」。 |
| 戶田昌男   | 2000年6月至2003年3月  | 與川崎重工業合作開發摩托車、沙灘車等產品。 |
| 津田紘     | 2003年3月至2008年12月 | 推出鈴木Swift、鈴木SX4等車款，參加世界拉力錦標賽。 |
| 鈴木修     | 2008年12月至2015年6月 | 原本鈴木修的女婿小野浩孝是第七任社長的熱門人選，詎料2007年12月12日因胰臟癌猝逝，於是鈴木修以78歲之姿回鍋社長。2009年與德國福斯集團交叉持股並業務合作，不到兩年的時間卻鬧上法院。                                           |
| 鈴木俊宏   | 2015年6月迄今         | 鈴木修之長男。 |

## 產品
铃木公司仍在生产的产品包括摩托车、汽车、全地形车。

### 汽车

#### 香港
香島汽車目前代理的汽車產品包含有：
- Hustler
- Bandit Solio
- Every
- Jimny
- Swift
- VITARA

#### 臺灣
金鈴汽車目前代理的汽車產品包含有：
- Carry
- Ignis
- Jimny
- Swift
- S-Cross
- VITARA

### 摩托车
| - Boulevard M50 - Boulevard M90R(Intruder M1500R) - Boulevard M109R(Intruder M1800R) - Gixxer 250 - GSR400 - GSR - SV650 - SV650X - TU250 - GSX-8S - GSX-R150 - GSX-R600 - GSX-R750 - GSX-R1000 - GSX-R1000R - GSX-8R - GSX-1300R - RV 125 VanVan - DR200SE - DR Z400 - DR650 - V-Strom 250 - V-Strom 650 - V-Strom 1050 | - GSR - 124c.c. - Address V125G - 124c.c. - Music 125 - 124c.c. - Address V125SS - 124cc - Address 110 - Burgman 400 - Burgman 650 - Boulevard S40(LS650 Savage) - B-KING - GSF650 - GSF1250 - GSR750 - GSX-S150 - GSX-S750 - GSX-S1000 - GSX-S1000F - Inazuma 250 - SFV650 Gladius - V-Strom 1000 |

## 內部連結
- 鈴木道雄
- 鈴木引擎列表
- 鈴木世界拉力車隊

## 外部連結
- （日語）鈴木官方網站 （页面存档备份，存于）
- （简体中文）长安铃木（重庆长安铃木汽车有限公司 铃木在中国大陆的合资汽车企业） （页面存档备份，存于）
- （简体中文）轻骑铃木 (济南轻骑铃木摩托车有限公司 铃木在中国大陆的合资摩托车生产企业) （页面存档备份，存于）
- （简体中文）豪爵铃木 (大长江集团 铃木在中国大陆的摩托车代工生产企业和合资生产企业) （页面存档备份，存于）
- （繁體中文）Taiwan Suzuki 金鈴汽車（鈴木在台灣總代理） （页面存档备份，存于）
- （繁體中文）（英文）香島汽車有限公司（鈴木汽車港澳總代理） （页面存档备份，存于）
- （繁體中文）鈴木科研（鈴木摩托車香港總代理） （页面存档备份，存于）
- （繁體中文）台鈴工業（鈴木機車台灣總代理） （页面存档备份，存于）